# Toaru Kagaku no Railgun
Toaru Kagaku no Railgun (japonês: とある科学の超電磁砲, Hepburn: Toaru Kagaku no Rērugan) é uma série de mangá japonesa escrita por Kazuma Kamachi e ilustrada por Motoi Fuyukawa, que começou sua serialização na edição de abril de 2007 da revista Dengeki Daioh, da ASCII Media Works. O mangá é um spin-off da série de light novels Toaru Majutsu no Index, também de Kamachi, se passando antes e durante seus eventos.
O mangá foi licenciado na América do Norte pela Seven Seas Entertainment, que começou a publicar a série a partir de junho de 2011. Uma adaptação da série para anime feita pela J.C.Staff foi ao ar no Japão entre outubro de 2009 e março de 2010, seguida por um vídeo de animação original lançado em outubro de 2010. A segunda temporada, intitulada Toaru Kagaku no Railgun S, foi ao ar entre abril e setembro de 2013. A terceira temporada, Toaru Kagaku no Railgun T, estreou em janeiro de 2020. A quarta temporada foi anunciada em 2025. O anime é licenciado na América do Norte pela Funimation.

## Enredo
Na futurística Cidade-Academia, metrópole de 2.3 milhões de pessoas cuja população é composta por 80% de alunos, muitos dos quais são espers com poderes psíquicos únicos, Mikoto Misaka é uma eletromaster e a terceira mais forte de apenas sete espers que receberam a classificação de nível 5. A série se concentra nas histórias de Mikoto e suas amigas; Kuroko Shirai, Kazari Uiharu e Ruiko Saten, antes e durante os eventos de A Certain Magical Index.

## Mídia

### Mangá
Toaru Kagaku no Railgun é ilustrada por Motoi Fuyukawa e começou sua serialização na edição de abril de 2007 da revista Dengeki Daioh, da editora ASCII Media Works. O primeiro volume foi lançado em 10 de novembro de 2007 e, até 26 de junho de 2025, 20 volumes foram publicados. A editora norte-americana Seven Seas Entertainment começou a distribuir o mangá de Railgun em junho de 2011.

### Anime
Uma adaptação de uma série para anime, com 24 episódios, produzida pelo estúdio de animação J.C.Staff e dirigida por Tatsuyuki Nagai, foi exibida no Japão entre 3 de outubro de 2009 e 20 de março de 2010. O anime foi reunido em oito discos de DVD e Blu-Ray lançados entre 29 de janeiro e 27 de agosto de 2010, cada um contendo uma série de contos intitulada A Certain Magical Index: Kanzaki SS. A série foi licenciada na América do Norte pela Funimation, que lançou-a em DVD em 16 de abril de 2013. Um episódio bônus foi incluído com um livro visual lançado em 24 de julho de 2010, e um OVA foi lançado no Japão em 29 de outubro de 2010.
Uma segunda temporada de 24 episódios, também dirigida por Nagai, intitulada Toaru Kagaku no Railgun S, foi ao ar no Japão entre 12 de abril e 27 de setembro de 2013. Foi transmitida simultaneamente pela Funimation, que lançou a série em DVD na América do Norte em duas partes em 1.º de julho de 2014 e 19 de agosto de 2014, respectivamente. Outro episódio bônus foi lançado com um livro visual em 27 de março de 2014.
Uma terceira temporada intitulada Toaru Kagaku no Railgun T estreou em 10 de janeiro de 2020, e teve 25 episódios. Dois "animes bônus" foram lançados junto a seus volumes 1 e 5 de Blu-Ray e DVD. Ao contrário das temporadas anteriores, Railgun T foi transmitida simultaneamente em streaming pela Funimation e a Crunchyroll, com a primeira transmitindo a dublagem em inglês e a segunda transmitindo em japonês com legendas.
A quarta temporada do anime foi anunciada em fevereiro de 2025, ainda sem nome ou data de lançamento, com o retorno do estúdio J.C.Staff, do diretor Tatsuyuki Nagai e das seiyūs das personagens principais.

#### Música
A primeira temporada da adaptação para anime de Toaru Kagaku no Railgun tem cinco músicas-tema, sendo dois temas de abertura e três de encerramento. O primeiro tema de abertura é "Only My Railgun" de fripSide, e o primeiro de encerramento é "Dear My Friend (Mada Minu Mirai e)" (Dear My Friend －まだ見ぬ未来へ－)  por Elisa. A música "Smile (You & Me)" de Elisa, que usa a mesma melodia de "Dear My Friend", é apresentada no encerramento do episódio 12. O segundo tema de abertura é "Level 5: Judgelight" de fripSide e o terceiro tema de encerramento é "Real Force" de Elisa. "Only My Railgun" aparece nos jogos de arcade da Konami Pop'n Music 20: Fantasia, Dance Dance Revolution X2 e Jubeat Knit. Para o OVA, o tema de abertura é "Future Gazer" de fripSide, cujo single foi lançado em 13 de outubro de 2010, enquanto o de encerramento é "Special One" de Elisa, cujo single foi lançado em 27 de outubro de 2010.
Em Toaru Kagaku no Railgun S, foram utilizadas seis peças, dois temas de abertura e quatro de encerramento. O primeiro tema de abertura é "Sister's Noise" de fripSide e o primeiro tema de encerramento é "Grow Slowly" de Yuka Iguchi, que foi lançado em 15 de maio de 2013. A música "stand still" de Iguchi é apresentada como o segundo encerramento, nos episódios 11 e 14. A segunda abertura utiliza "Eternal Reality" de fripSide e o terceiro tema de encerramento é "Links" de Sachika Misawa. "Infinia" de Misawa é apresentado como o quarto encerramento, usado no episódio 23.
Em Toaru Kagaku no Railgun T, o primeiro tema de abertura é "final phase" de fripSide e o primeiro tema de encerramento é "nameless story" de Kisida Kyodan & The Akebosi Rockets. O segundo tema de abertura é "dual existence" de fripSide, e o segundo encerramento utiliza "Aoarashi no Ato de" de Sajou no Hana.

### Outras mídias
Uma série de contos de light novel, intitulada Toaru Kagaku no Railgun SS, foi incluída nos lançamentos japoneses de DVD e Blu-Ray de Toaru Majutsu no Index.
Um romance visual baseado em Toaru Kagaku no Railgun para o PSP foi lançado em 8 de dezembro de 2011 após enfrentar vários atrasos, e teve uma edição especial que incluía uma figura Figma de Kuroko Shirai. O tema de abertura do jogo é "way to answer", de fripSide.

## Recepção
O tema de abertura de Railgun, "Only My Railgun", ganhou o prêmio de Melhor Música Tema no Animation Kobe Awards 2010.